# Пайеро, Мартин
 Мартин Исмаэль Пайеро  (исп.  Martín Ismael Payero; род. 11 сентября 1998, Пасканас, Кордова, Аргентина) — аргентинский футболист, полузащитник клуба «Удинезе».

## Клубная карьера

### Начало карьеры
Начинал заниматься футболом в маленьком местном клубе «Атлетико Пасканас». В 12-летнем возрасте отправился в «Ривер Плейт», но спустя полтора года вернулся в Пасканас. В 2015 году перебрался в «Банфилд», где стал играть за молодёжную команду и вскоре подписал свой первый профессиональный контракт с клубом.

### «Банфилд»
Дебютировал в основном составе «Банфилда» 4 декабря 2017 года в матче Примеры против «Сан-Мартина» (1:2), выйдя на замену вместо Эрика Ремеди. Первый гол на профессиональном уровне забил 27 февраля 2019 года в матче Кубка Аргентины против «Хувентуд Юнида» (3:0).
Сезон 2019/20 провёл на правах аренды в другом клубе высшего аргентинского дивизиона «Тальерес», сыграв 18 матчей и забив 1 гол. Летом 2020 года вернулся в «Банфилд», вместе с которым дошел до финала Кубка Диего Марадоны (турнира, организованного вместо отмененного из-за пандемии COVID-19 чемпионата Аргентины), в котором сыграл 12 матчей, забив 1 гол и сделав 8 результативных передач.

### «Мидлсбро»
5 августа 2021 года подписал 3-летний контракт с клубом английского Чемпионшипа «Мидлсбро», сумма трансфера составила около £6 млн. Дебютировал 11 августа в матче 1-го раунда Кубка лиги против «Блэкпула» (0:3), проведя на поле 71 минуту. 23 октября забил первый гол в составе «Боро» в гостевом матче Чемпионшипа против «Кардифф Сити» (0:2).

## Международная карьера
В 2016 году вызывался в сборную Аргентины (до 20 лет). Летом 2021 год был приглашён в олимпийскую сборную Аргентины
и попал в итоговую заявку для участия в Играх в Токио. На Олимпийских играх принял участие во всех трёх матчах группового этапа, но сборная Аргентины заняла лишь 3-е место группе и не смогла выйти в четвертьфинал.